# Charlène Favier
Charlène Favier, née en 1985, est une scénariste, réalisatrice et productrice française.

## Biographie
Charlène Favier grandit entre Bourg-en-Bresse et Val-d'Isère. Diplômée en théâtre à l’école Jacques Lecoq de Londres, elle commence sa carrière par l'écriture et la réalisation de courts métrages. En 2018, elle réalise le court métrage Odol Gorri avec l'actrice Noée Abita. Le film est récompensé lors de différents festivals. Le projet est également en sélection pour le prix Unifrance Cannes en 2019 et le César du meilleur court métrage en 2020,,.
En 2020, elle présente son premier long métrage Slalom, sélectionné en compétition officielle au festival de Cannes 2020. Elle retrouve l'actrice, Noée Abita, accompagnée notamment de l'acteur belge, Jérémie Renier,. La réalisatrice s'appuie sur une expérience vécue, afin d'aborder le harcèlement moral et les agressions sexuelles dans le sport,,,.
Le Monde parle de Charlène Favier comme une des « promesses de 2021 ».
Slalom est nommé quatre fois aux Lumières de la presse internationale en 2021 et deux fois aux Césars 2022. Il remporte le prix d'Ornano-Valenti à Deauville (meilleur premier film français), le grand prix Elle d’interprétation pour Noée Abita, le prix de la meilleure photographie pour Yann Maritaud, le Valois Magelis des étudiants à Angoulême, le meilleur film au festival Plurielles, le grand prix JF programme jeune au festival du film Nuits noires de Tallinn, meilleur film au festival de Lecce, le prix du public et du meilleur film au festival du film français de Barcelone…
En 2022, Charlène Favier réalise pour Arte La Fille qu'on appelle, écrit avec Antoine Lacomblez et adapté du roman éponyme de Tanguy Viel. 
Elle tourne en 2023 Oxana, biopic sur Oksana Chatchko, son deuxième long métrage pour le cinéma.
Charlène Favier est représentée par l'agence artistique Time Art.
En juin 2022, elle fait partie des finalistes du Gold Fellowship for Women de l'Académie des Oscars.

### Décoration
- Juin 2022 : Chevalier de l’ordre national du Mérite[13]

## Filmographie

### Courts métrages
- 2010 : Is Everything Possible, Darling ? (documentaire)
- 2012 : Free Fall
- 2015 : Omessa
- 2018  : Odol Gorri

### Longs métrages
- 2020 : Slalom
- 2023 : La Fille qu'on appelle (téléfilm Arte)
- 2024 : Oxana